# Corrente geostrofica
In oceanografia, una corrente geostrofica è un flusso oceanico in cui la forza del gradiente di pressione è bilanciata dalla forza di Coriolis.
La direzione del flusso geostrofico è parallela alle isobare, con l'alta pressione alla destra del flusso nell'emisfero settentrionale e alla sinistra del flusso nell'emisfero meridionale. Il concetto è stato reso familiare dalle mappe meteorologiche, dove le isobare indicano la direzione del flusso geostrofico in atmosfera. Il flusso geostrofico può essere sia barotropico che baroclino.
Una corrente geostrofica può anche essere pensata come acqua a bassa profondità che ruota con frequenza nulla. Il principio di geostrofia è utile agli oceanografi perché permette di desumere le correnti oceaniche da misurazioni di altezza della superficie del mare (in combinazione con l'altimetria satellitare e la gravimetria) o da profili verticali della densità dell'acqua marina misurati dalle navi o da apposite boe.
Le maggiori correnti oceaniche, come la Corrente del Golfo, la Corrente Kuroshio, la Corrente di Agulhas e la Corrente circumpolare antartica, sono approssimativamente in equilibrio geostrofico e sono esempi di corrente geostrofica.

## Interpretazione qualitativa

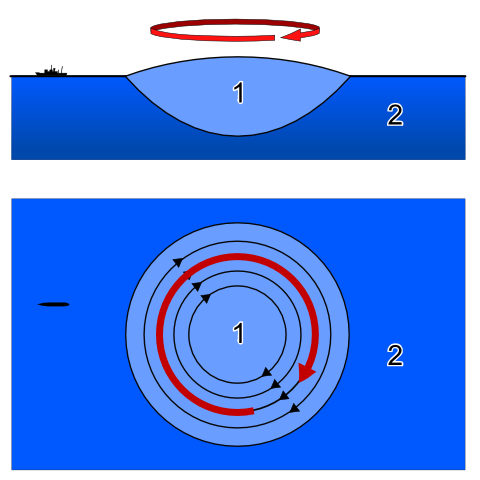
Vortice oceanico dell'emisfero boreale in equilibrio geostrofico. L'acqua di colore azzurro più chiaro è meno densa di quella di colore scuro, ma più densa dell'aria sovrastante; il gradiente di pressione è bilanciato dalla forza di Coriolis che agisce con un angolo di 90º. La struttura tende alla fine a dissiparsi per effetto dell'attrito e il rimescolamento delle acque.

L'acqua marina tende  a muoversi spontaneamente dalle zone di alta pressione (o di alto livello dell'acqua) verso le zone di pressione più bassa (o di livello dell'acqua più basso). La forza che spinge l'acqua a muoversi in direzione delle zone di bassa pressione è la forza di gradiente della pressione. In un flusso geostrofico, l'acqua invece di muoversi dalle zone di alta pressione verso quelle di pressione più bassa, si muove lungo le isobare, cioè le linee di ugual pressione. Questo è un effetto correlato alla rotazione terrestre e noto come forza di Coriolis, che agisce in modo perpendicolare alla direzione del flusso; quando questa forza bilancia la forza del gradiente di pressione, il flusso risultante viene definito geostrofico.
La direzione del flusso geostrofico è con l'alta pressione alla sua destra nell'emisfero settentrionale, e alla sua sinistra nell'emisfero meridionale. Questa differenza è dovuta al fatto che la direzione della forza di Coriolis è opposta nei due emisferi.

## Formalismo matematico
Le equazioni geostrofiche sono una versione semplificata delle equazioni di Navier-Stokes in un sistema di riferimento in rotazione. In particolare si assume che non ci sia alcuna accelerazione (cioè si sia in uno stato stazionario), che la viscosità sia nulla e che la pressione sia idrostatica. Ne risulta che:
{\displaystyle fv={\frac {1}{\rho }}{\frac {\partial p}{\partial x}}}
{\displaystyle fu=-{\frac {1}{\rho }}{\frac {\partial p}{\partial y}}}
dove {\displaystyle f} è il parametro di Coriolis, {\displaystyle \rho } è la densità, {\displaystyle p} è la pressione e {\displaystyle u,v} sono le velocità nelle direzioni {\displaystyle x,y} rispettivamente.
Un'importante proprietà delle equazioni geostrofiche è che esse soddisfano la versione a stato stazionario dell'equazione di continuità. Cioè:
{\displaystyle {\frac {\partial u}{\partial x}}+{\frac {\partial v}{\partial y}}=0}

### Onde in rotazione con frequenza nulla
Le equazioni che governano un'onda lineare, rotante in acqua a bassa profondità sono:
{\displaystyle {\frac {\partial u}{\partial t}}-fv=-{\frac {1}{\rho }}{\frac {\partial p}{\partial x}}}
{\displaystyle {\frac {\partial v}{\partial t}}+fu=-{\frac {1}{\rho }}{\frac {\partial p}{\partial y}}}
L'assunzione di stato stazionario fatta in precedenza (assenza di accelerazione) è:
{\displaystyle {\frac {\partial u}{\partial t}}={\frac {\partial v}{\partial t}}=0}
In alternativa si può assumere una dipendenza nel tempo periodica e a forma di onda:
{\displaystyle u\propto v\propto e^{i\omega t}}
In questo caso, se poniamo {\displaystyle \omega =0}, ritorniamo alle equazioni geostrofiche già viste sopra.
Pertanto una corrente geostrofica può essere pensata come un'onda di acqua poco profonda in rotazione con una frequenza pari a zero.